# Doença de Paget da mama
Doença de Paget da mama é uma neoplasia maligna rara que envolve inflamação da pele ao redor dos mamilos (aureola). Parece a simples vista com uma mastite ou uma dermatite/eczema. Foi descoberta no século 19 pelo Dr. James Paget. 

## Causa
Ocorre quando células de um câncer ductal migra para os ductos do mamilo e irrita a pele próxima. Causa o surgimento de células de Paget (epiteliais, grandes, citoplasma claro, irregulares, núcleo escuro) no mamilo e aréola.

## Sinais e sintomas
Sinais e sintomas da doença de Paget da mama possíveis incluem:
- Pele inflamada no mamilo que se torna mais escamosa com o tempo e não melhora,
- Inchaço ou endurecimento no mamilo, auréola ou ambos,
- Coceira e vermelhidão
- Sensação de formigamento ou queimação
- Secreção mamilar sanguinolenta
- Nódulo na mama

É normal confundir com algo benigno inicialmente por ser raro, mas deve-se suspeitar de algo sério quando não melhora em duas semanas e quando não aparece na lactância.

## Epidemiologia
A doença é relativamente incomum, sendo o primeiro sinal de câncer de mama em apenas 0,5 a 4,3% de todos os casos. É mais normal depois dos 50 anos, em média aos 62 anos. A ocorrência em mulheres com menos de 30 anos é extremamente rara.

## Diagnóstico

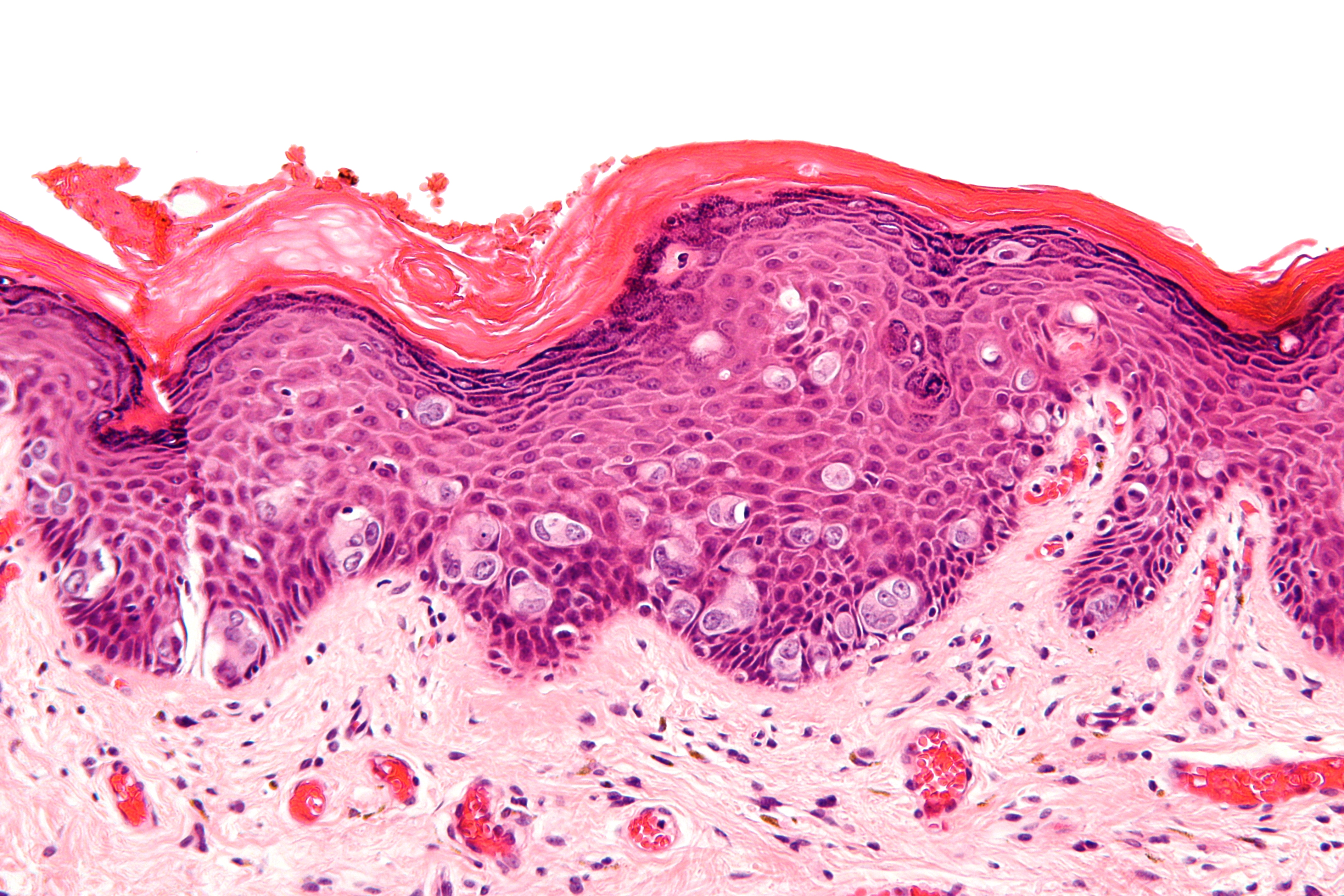
Micrografia de alta ampliação da doença extramamária de Paget, abreviada como EMPD. Biópsia vulvar. Mancha H&E. As imagens mostram as células grandes características com citoplasma claro na epiderme. O slide H&E não é definitivo; as células claras podem representar: hiperplasia benigna das células Toker. Melanoma maligno. Doença de Bowen. O diagnóstico definitivo é determinado com manchas imuno-histoquímicas (S-100 -ve e HMB-45 -ve (ambos tipicamente +ve no melanoma), CK7 +ve, CEA +ve (-ve na doença de Bowen, -ve nas células de Toker). A aparência histológica da doença de Paget da mama é idêntica à doença extramamária de Paget, ou seja, não é possível dizer que isso é extramamário apenas pela imagem. Imagens relacionadas Baixa mag. Intermed mag. Alta mag. Mag muito alta. Mag muito alta.

Os exames recomendados são uma mamografia e uma biópsia para confirmar o diagnóstico. Um exame citológico também pode ser útil para detectar as células de Paget. A dermatite geralmente afeta a aréola primeiro e depois o mamilo, enquanto o Paget começa no mamilo. Nódulos podem ser palpáveis se são superficiais.

## Tratamento
O tratamento geralmente envolve cirurgia para remover o câncer com boa margem de segurança (quadrantectomia ou mastectomia). A remoção de linfonodos depende do Gânglio sentinela. Quimioterapia e radioterapia podem ser necessários.

## História
Essa doença recebe o nome em homenagem a Sir James Paget, um cirurgião britânico que a descreveu pela primeira vez em 1875.